# HMS Resistance (1861)
HMS Resistance – brytyjska fregata pancerna typu Defence, która weszła do służby w Royal Navy w 1862 roku. Okręt został wycofany z czynnej służby w 1880 roku.

## Projekt i budowa
W odpowiedzi na francuski program zbrojeń na morzu, którego elementem była m.in. pierwsza w świecie fregata pancerna "La Gloire", Royal Navy zamówiła nowe okręty, które swoimi parametrami miały przewyższać konstrukcję francuską. Główną częścią programu były duże fregaty pancerne typu Warrior; HMS „Warrior” i HMS „Black Prince”. Dodatkowo w 1859 roku zamówiono dwie mniejsze fregaty pancerne typu Defence. Pod względem konstrukcyjnym nowe okręty były pomniejszoną wersją fregat typu Warrior, z kadłubem krótszym o 39 metrów, mniejszą mocą siłowni okrętowej i słabszym uzbrojeniem. Budowa drugiego okrętu tego typu, HMS „Resistance” rozpoczęła się w stoczni Westwood & Baillie w Londynie w grudniu 1859 roku. Wodowanie miało miejsce 11 kwietnia 1861 roku, wejście do służby w lipcu 1862 roku.

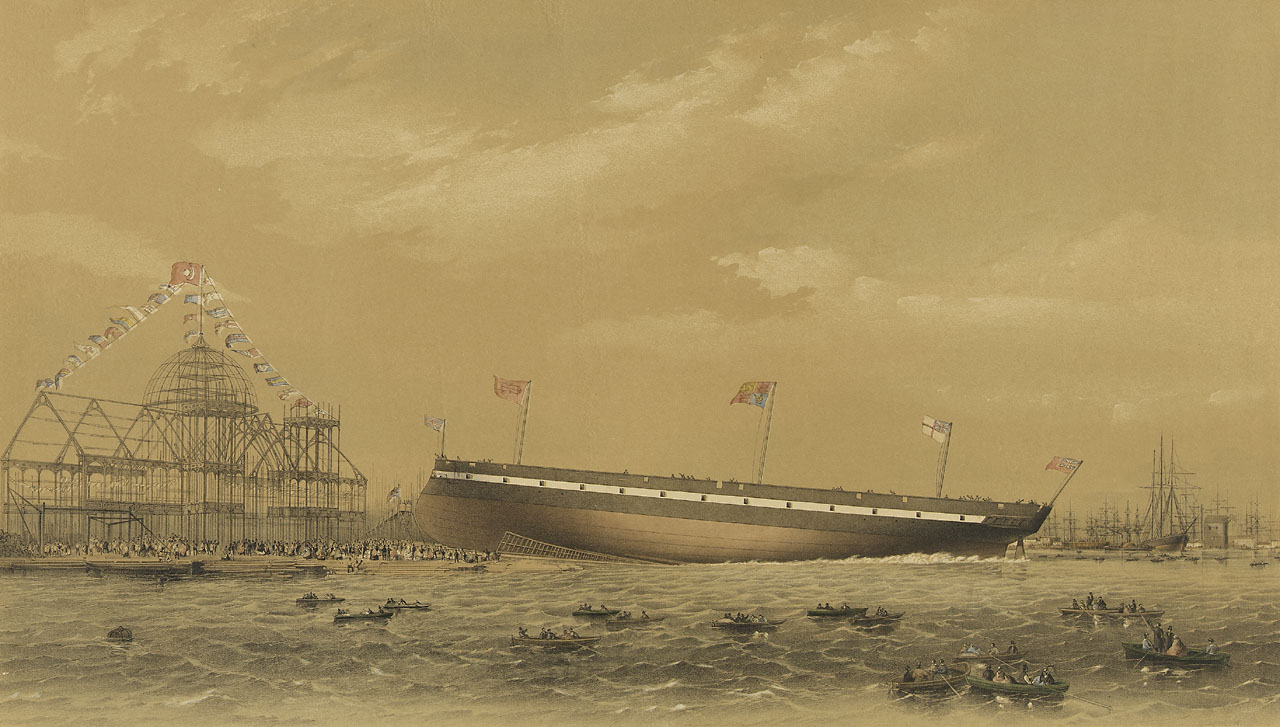
Wodowanie HMS „Resistance” 11 kwietnia 1861

Uzbrojenie główne początkowo miało stanowić 18 gładkolufowych, ładowanych odprzodowo dział 68-funtowych. Ostatecznie okręt ukończono z uzbrojeniem składającym się z dziesięciu dział 68-funtowych uzupełnionych przez nowo opracowane  sześć 110-funtowych dział odtylcowych. Podczas modernizacji przeprowadzonej w latach 1867-1869, zrezygnowano z niedopracowanych dział odtylcowych na sprawdzone gwintowane działa odprzodowe, dwa kalibru 203 mm i 8 kalibru 178 mm.
Opancerzenie składało się z pasa z płyt pancerza żelaznego grubości 114 mm na podkładce drewnianej grubości 457 mm, na śródokręciu. Pas miał długość 42,7 m (140 stóp) i ochraniał głównie stanowiska baterii i siłownię.

## Służba
Po wejściu do służby w lipcu 1862 roku, okręt wszedł w skład Floty Kanału działającej w rejonie kanału La Manche. W grudniu 1863 roku okręt przebazowano w rejon Morza Śródziemnego. W 1869 roku na okręcie zakończył się trwający dwa lata remont, podczas którego m.in. zmodernizowano jego uzbrojenie. Po zakończeniu modernizacji okręt wchodził w skład Floty Kanału, a także był jednostką straży wybrzeża stacjonującą w Liverpoolu . Okręt wykonywał misje na morzu do 1880 roku. W 1885 roku służył jako cel podczas ćwiczeń z użyciem artylerii i torped. W 1898 roku został sprzedany na złom. Podczas holowania do stoczni zatonął w pobliżu walijskiej wyspy Holy Island. W 1899 podniesiony z dna i rozebrany.